# Amblyaspis lasiophila
Amblyaspis lasiophila är en stekelart som beskrevs av Jean-Jacques Kieffer 1913. Amblyaspis lasiophila ingår i släktet Amblyaspis och familjen gallmyggesteklar. Inga underarter finns listade i Catalogue of Life.